# El Refugio (Teksas)
El Refugio je naseljeno mjesto za statističke potrebe u američkoj saveznoj državi Teksas. Prema popisu stanovništva iz 2010. u njemu je živjelo 331 stanovnika.